# 钛酸钡
钛酸钡是钡和钛的混合氧化物，也称偏钛酸钡，化学式为BaTiO3。钛酸钡是一个鐵電陶瓷材料，有光折射效应及壓電性质。其固态时可有五种晶体结构，温度从高到低依次为：六方、等軸、四方、斜方及三方晶系。除等軸外，其余的结构都呈现铁电性。

## 外观
钛酸钡为白色粉末或透明晶体。它难溶于水，可溶于浓硫酸，R/S phrase 为R20/22，S28A，S37和S45。
性状 白色粉末。
熔点 1625℃
相对密度 6.017
溶解性 溶于浓硫酸、盐酸及氢氟酸，不溶于热的稀硝酸、水和碱。
熔点:1625℃溶解性:INSOLUBLE

## 生产
制备钛酸钡的方法较多，有固相法和共沉淀法等。
固相法：
钛酸钡可通过煅烧碳酸钡和二氧化钛製得，其中可掺杂任意其他材料。
TiO2 + BaCO3 = BaTiO3 + CO2↑
共沉淀法：
(一) 将氯化钡和四氯化钛按等物质的量混合溶解，加热至70°C，然后滴入草酸，得到水合草酸钛酰钡[BaTiO(C2O4)2·4H2O]沉淀，经洗涤、干燥，再进行热解，最后得到产品。
BaCl2 + TiCl4 + 2H2C2O4 + 5H2O = BaTiO(C2O4)2·4H2O↓ + 6HCl
BaTiO(C2O4)2·4H2O = BaTiO3 + 2CO2↑ + 2CO↑ + 4H2O
(二) 偏钛酸经打浆后加入氯化钡溶液，然后在搅拌下加入碳酸铵，生成碳酸钡和偏钛酸共沉淀，煅烧后得产品。
BaCl2 + (NH4)2CO3 = BaCO3 + 2NH4Cl
H2TiO3 + BaCO3 = BaTiO3 + CO2↑ + H2O
有报道称，高纯的硝酸钡是电动车中EEstor 钛酸钡电容储能系统的关键组分。
钛酸钡常与钛酸锶混合。

## 用途

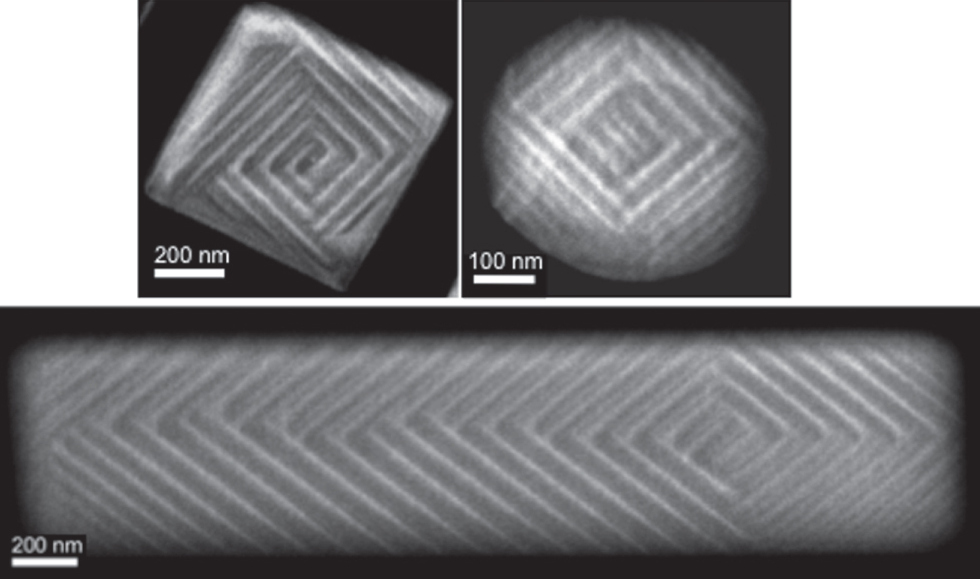
钛酸钡具有铁电性，图为钛酸钡的铁电畴图像

鈦酸鋇被用作陶瓷電容器的介電材料、麥克風和其他傳感器的壓電材料。作為壓電材料，它在很大程度上取代鋯鈦酸鉛。
多晶鈦酸鋇顯示正的溫度係數，使之成為熱敏電阻和自我調節電熱系統的有用材料。
全緻密纳米結晶（nanocrystalline）鈦酸鋇的介電係數高達40%，比其他同樣以傳統方法製造的材料更高。
鈦酸鋇結晶被用於非線性光學。它有高的光耦合增益，並能維持在可見光和近紅外線波段。
它在自泵浦相位共軛（self-pumped phase conjugation，SPPC）的應用所使用的材料中有最高的反射率。它可用於連續波四波混頻（four-wave mixing）毫瓦遠程光功率。在光折變應用中，鈦酸鋇可以摻雜其他各種元素，例如鈰。
在錫中摻入鈦酸鋇的包合物（inclusions）已經顯示創造出一個比鑽石高的黏彈勁度的散狀物料（bulk material）。鈦酸鋇在相變時會改變晶體的形狀和體積。這導致複合材料的钛酸钡有負的體積彈性模量（楊氏模量），即當一個作用力施加在包合物上時，在反方向會產生位移，並進一步勁化複合材料。
鈦酸鋇薄膜電光調製器顯示超過40 GHz的頻率。
鈦酸鋇的熱釋電（pyroelectric）和鐵電（ferroelectric）性質，被應於一些非致冷感應器之類的熱成像攝影機（thermal camera）。

## 外部連結
- EEStor's "instant-charge" capacitor batteries （页面存档备份，存于）